# Crandola Valsassina
Crandola Valsassina é uma comuna italiana da região da Lombardia, província de Lecco, com cerca de 259 habitantes. Estende-se por uma área de 9 km², tendo uma densidade populacional de 29 hab/km². Faz fronteira com Casargo, Cortenova, Margno, Primaluna, Taceno.

## Demografia
| Variação demográfica do município entre 1861 e 2011                               |
|                                                                                   |
| Fonte: Istituto Nazionale di Statistica (ISTAT) - Elaboração gráfica da Wikipedia |